# المحطة الأخيرة (فلم)
المحطة الأخيرة (بالإنجليزية: The Last Stop) هو فيلم الدراما البرازيلية إخراج مارسيو خوري عام 2012 . وعرض في مهرجان برازيليا ال 45، ومهرجان ساو باولو السينمائي الدولي ال 36، ومهرجان القاهرة السينمائي الدولي ال 35 ومهرجان سين لاس الأمريكتين السينمائي الدولي في أوستن، تكساس.
يثير الفيلم البرازيلي (المحطة الأخيرة) قضايا منها صراع الأجيال والهوية البديلة واندماج مهاجرين عرب في مجتمع جديد يرونه جديرا بمواهبهم ولا ينتظرون فرصة الانتقام منه بل إن بعضهم يتماهى مع اللغة المكتسبة ويعتبر العربية ماضيا يجب ألا يتذكره.

## فكرة عامة
تدور أحداث الفيلم حول شاب لبناني يهاجر مع شقيقه إلى البرازيل قبل نحو 60 عاما بحثا عن الثروة والمال، وتعهد لأمه بالعودة إلى لبنان بمجرد جمع الأموال التي ستمكن الأسرة من توفير الحياة الكريمة، لكن الحياة في البرازيل تلهيه عن كل شئ وينسى أمه ووطنه ويمضي في حياته حتى عام 2001 حيث يكتشف أن العمر قد مر به دون أن ينفذ وصية والدته..وهنا يبدأ الرجل في رحلة استعادة الهوية بإخراج جثمان زوجته لإعادة تغسيلها على الطريقة الإسلامية، فضلا عن العودة إلى بلاده بحثا عن بقايا أسرته التي تركها وهاجر قبل عقود طويلة 

## الأحداث
وتدور الأحداث في البرازيل عام 2001 بعد أن يفقد (طارق) زوجته ويعيش وحيدا مع ابنته المراهقة (سامية) ويرى أن عليه الوفاء بوعده لزوجته بالبحث عن رفاق لبنانيين هاجروا معه إلى البرازيل قبل نصف قرن ثم تفرقت بهم السبل.
ويشارك الفيلم الذي تبلغ مدته 114 دقيقة في المسابقة الرسمية لمهرجان القاهرة السينمائي الدولي المقام حاليا والذي وافتتح يوم الأربعاء الماضي.
وفي رحلة البحث عن رفاقه القدامى يبدو طارق (الفنان اللبناني منير معصري) جزءا من الماضي ولكنه متصالح أيضا مع مجتمع جديد قضى فيه خمسين عاما ولكنه يعاني جموح ابنته العنيدة سامية ويرفض فكرة تحررها أو أن تقيم مثلا علاقة بدون زواج.
ولكن الفتاة لا تحتمل أن يربطها أبوها بماض لا تنتمي إليه وترفض أن تعامل «مثل قطعة لحم» فكلما قابل أبوها أصدقاءه يبادرونه بالسؤال عما إذا كانت سامية «مرتبطة» فتنفر من أصدقاء أبيها ومن القيم التي تراها رجعية وتعلن أنها «حرة وليست متاعا.»
وكان هم الأب أن يصل إلى صديقه (علي) وفي الطريق إلى علي يقابل آخرين منهم أخوه (كريم) الذي هرم وكاد يفقد القدرة على الكلام ويصير في ركن منزو من البيت في حين ينشغل أولاده الذين أصبحوا برازيليين تماما بحياتهم.
ثم يقابل صديقا أصبح رجل أعمال كبيرا ويسأله طارق بالعربية كيف يصل إلى علي فيندهش من «اللغة (العربية)» التي يتحدث بها صاحبه ويقول إنه نسيها واندمج تماما في المجتمع الجديد بلغته وعاداته وصلواته.. إلا أن شيئا من ذلك الماضي يبدو أنه ظل في اللاوعي إذ يسأله «سامية مرتبطة» كأنه يريدها زوجة لابن له فتنهض البنت وتخرج وتصفه بالرجعية والتصنع إذ يجري عمليات تجميل ويصبغ شعره على عكس الشعر الأشيب لأبيها.
ويكشف الفيلم ما يشاع عن ذكاء اللبنانيين وحسهم التجاري واعتبار «اللبنانية مهنة وليست جنسية» كما يقول البعض..
ففي رحلة طارق للبحث عن علي يسأل شابا -يبيع منتجات يدوية بالقرب من أحد الموانئ- عن شاب جاء إلى هذه البلاد قبل نصف قرن واسمه علي.. وبعد الحوار يسأله الشاب أن يشتري منه شيئا فيشيح طارق بوجهه ويقول وهو يعطيه ظهره "أنا أبيع ولا أشتري.
وينتهي الفيلم بلقاء الصديقين والعودة إلى بيروت التي كانت فيما مضي «في حجم كف اليد» والآن تغيرت.

## الإنتاج
كاتب السيناريو دي موريتي أجرى مقابلات مع عشرة عائلات لبنانية كمصدر لأبحاث للفيلم. مع ثلاثة منهم فعل المزيد من المقابلات المتعمقة، من أجل معرفة المزيد عن الثقافة اللبنانية.
وفقا لموريتي، كان هناك إصداران من سيناريو: الأول ليتم تصويره بالكامل في البرازيل، وآخر مع مشاهد لاطلاق النار عليهم في الأراضي اللبنانية.حيث تم استخدام النسخة الثانية في الفيلم.